# Ratsbibliothek (Sommerhausen)
Die Ratsbibliothek in Sommerhausen, einem Markt im  Landkreis Würzburg (Bayern), wurde wohl im 16. Jahrhundert begründet. Die ehemalige Ratsbibliothek besitzt wertvolle Inkunabeln und Drucke aus dem 16. Jahrhundert.

## Geschichte
Die Bibliothek wurde seit dem 16. Jahrhundert im Rathaus von Sommerhausen aufbewahrt und Anfang des 17. Jahrhunderts vergessen. Um 1920 wurde sie durch den Altphilologen Hildebrecht Hommel wiederentdeckt.  Heute ist der Bestand mit 772 Titeln sicher im Archivraum im Erdgeschoss des Rathauses untergebracht.

## Bestand
Den Grundstock der Bibliothek bilden die in 274 Bände gebundenen Inkunabeln und Frühdrucke aus der Bibliothek des Kartäuserpriors Georg Koberer (1480–1534), die er vor seinem Tod seiner Heimatgemeinde Sommerhausen vermachte.
Die Bibliothek umfasst in einem fast ausnahmslos sehr guten Erhaltungszustand einige Inkunabeln und Drucke in der Mehrzahl aus den ersten drei Jahrzehnten des 16. Jahrhunderts. Es überwiegt die Theologie, insgesamt sind Kommentarwerke zur Bibel am stärksten vertreten. Daneben sind philologische Grundlagenwerke und Artes-Literatur vorhanden. Bei den Druckorten dominiert Basel mit nahezu einem Drittel, danach folgen Wittenberg, Straßburg, Nürnberg und Augsburg.